# Gary Stevens
Michael Gary Stevens mais conhecido como Gary Stevens, (Barrow-in-Furness, 27 de março de 1963), é um ex-futebolista inglês que atuava como lateral-direito.

## Carreira
Vindo das categorias de base do Everton, estreou profissionalmente pelo clube em 1982. O lado azul de Liverpool estava à sombra dos rivais dos Reds, força dominante da Inglaterra e da Europa à época. Stevens jogaria seis temporadas em Goodison Park, participando de lampejos de recuperação da equipe. O primeiro título veio em 1984, com uma FA Cup, o primeiro título desde 1970. O ano seguinte acabaria sendo o mais vitorioso: Copa da Liga, reconquista no campeonato inglês e o mais importante troféu, a Taça dos Clubes Vencedores de Taças. A boa temporada lhe rendeu naquele ano sua primeira convocação para a Seleção Inglesa.

### Seleção
Foi convocado à Copa de 1986, juntamente com um outro Gary Stevens, jogador do Tottenham, o que gerou alguma confusão e o bem-humorado cântico da torcida inglesa de "Só há dois Gary Stevens!". Naquele ano, o Liverpool foi o campeão inglês, mas o título seria reconquistado pelo Everton no ano seguinte. Em 1988, após uma fraca Eurocopa pela Inglaterra e nova perda da Liga Inglesa para o rival, Stevens assinou com o Rangers. O novo técnico do clube escocês, o ex-jogador Graeme Souness, procurava fortalecer a equipe e pediu a contratação de alguns jogadores da Seleção Inglesa.
Em Ibrox, seriam outras seis temporadas, com os Gers conquistando o campeonato escocês em todas elas - a série culminaria em nove títulos seguidos, igualando uma marca do arqui-rival Celtic. Já havia conquistado dois antes da Copa do Mundo de 1990, mas ainda assim sua convocação foi alvo de críticas. Após empate no jogo inicial contra a rival Irlanda, Stevens perdeu lugar para Paul Parker, só recuperando a titularidade na partida pelo terceiro lugar, depois que este participou no gol da então Alemanha Ocidental na semifinal (vencida pelos alemães nos pênaltis).
Stevens jogaria pelo English Team até 1992, quando foi cortado da Eurocopa daquele ano às vésperas do torneio devido uma lesão - ele próprio já estava substituindo outro cortado, Lee Dixon. Após deixar o Rangers em 1994, retornou à Merseyside para jogar no Tranmere Rovers, onde encerrou a carreira em 1998.
Foi escolhido para a melhor equipe da história do Everton, em eleição de 2007.